# Jason Calacanis
Jason McCabe Calacanis (New York, 28 novembre 1970) è un imprenditore e blogger statunitense.
È stato il fondatore di blog di successo come engadget.com, direttore di netscape.com e fondatore di Mahalo.com.

## Biografia
Di origini irlandesi e greche, nativo di Brooklyn, si laurea all'Università di Fordham. Attivo nel settore informatico negli anni novanta, fonda la Rising Tide Studios, specializzata negli eventi Business to Business.